# Sortie (route)
Pour les articles homonymes, voir Sortie.

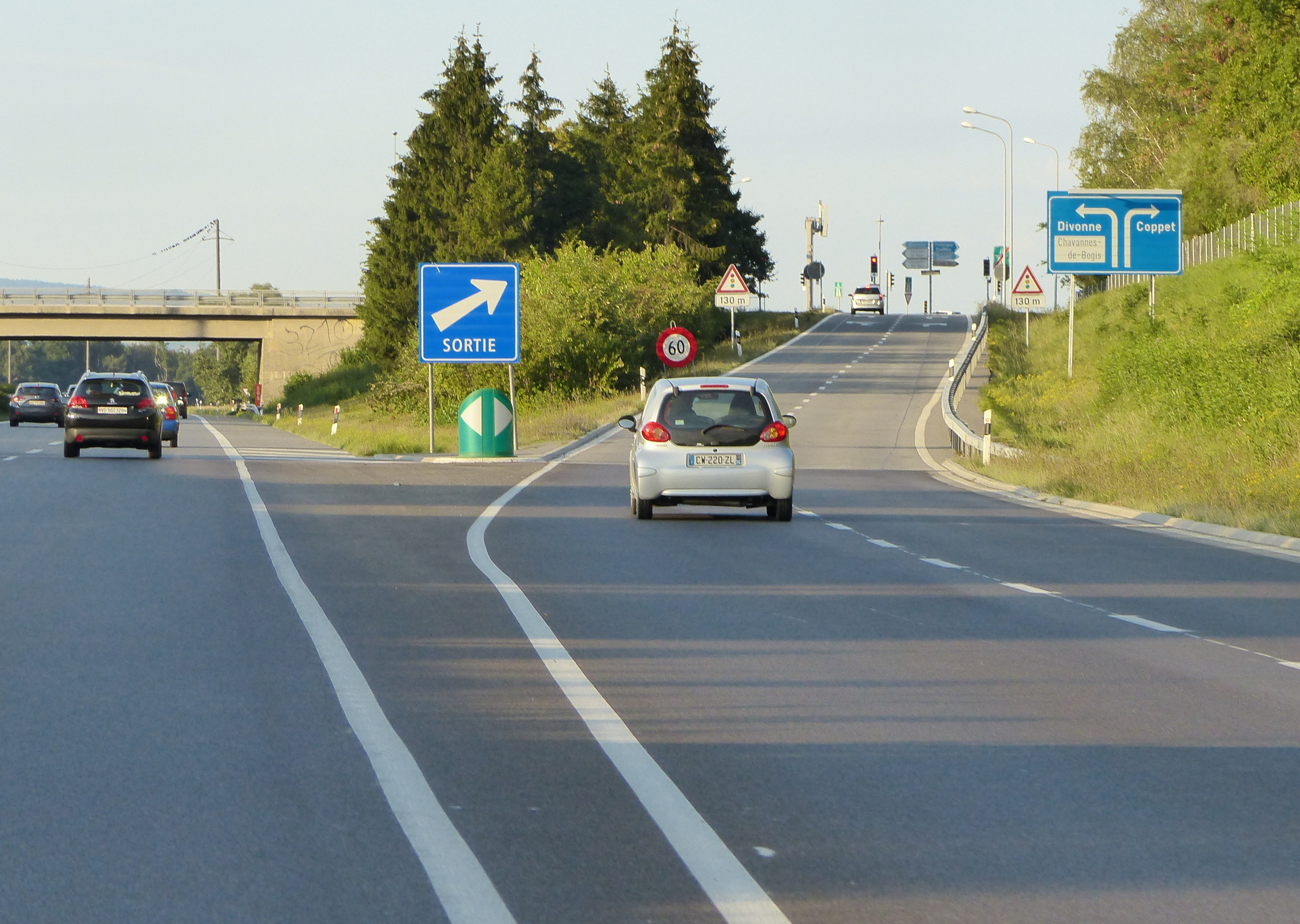
Sortie d'autoroute.

Échangeur en diamant

Une sortie est le point de rencontre entre une route secondaire et une autoroute. La route secondaire n'est pas au niveau de l'autoroute, il y a des bretelles qui la rejoignent. C'est plus sûr que d'avoir des feux tricolores tous les kilomètres.
Il y a deux formes d'architectures de sortie :
L'échangeur en diamant est le plus courant et simple. Les entrées et sorties sont toutes prolongées dans le sens de l'autoroute.
En cas de file sur l'autoroute les entrées et sorties peuvent aussi être bloquées.